# Walter Lini
Walter Hayde Lini (Agatoa, 1942 – Port Vila, 21 febbraio 1999) è stato un politico vanuatuano, primo ministro di Vanuatu dal 1980 (anno dell'indipendenza) fino al 1991.

## Biografia

### La formazione
Nato nel villaggio di Agatoa sull'isola di Pentecoste, nell'arcipelago di Vanuatu (che all'epoca era chiamato Nuove Ebridi), da una stirpe di capi tribù e da genitori anglicani. Il padre, falegname, attribuiva molta importanza alla formazione scolastica dei figli, Walter frequentò la scuola del villaggio natale e in seguito la scuola nella vicina isola di Ambae fino al 1960 quando iniziò a lavorare per il settore dedicato all'istruzione della chiesa anglicana di Lolowai, decise in seguito di prendere i voti.
Nel 1962 venne ammesso al St Peter's Technological College di Siota sulle isole Salomone, proseguì i suoi studi teologici presso il St John's Theological College ad Auckland in Nuova Zelanda. Il periodo trascorso lontano dalle Nuove Ebridi contribuì alla presa di coscienza della situazione politica del suo paese suddiviso in una forma coloniale che non aveva eguali al mondo era infatti amministrato, in condominio, da autorità coloniali britanniche e francesi, informalmente il Condominium era chiamato Pandemonium.

### L'attività religiosa
Nel 1968 concluse gli studi e l'anno successivo, in febbraio divenne diacono della chiesa anglicana, nello stesso anno venne assegnato alla località di Honiara sulle isole Salomone come assistente del diacono della cattedrale di San Barnaba, qui fu coinvolto soprattutto in attività con i giovani della congregazione, uno dei principali argomenti di discussione era il mantenimento dell'identità culturale durante l'amministrazione coloniale. Contribuì alla fondazione e redazione del Kakamora Reporter, un giornale dei giovani indipendentisti delle isole Salomone. In questo periodo incontrò Mary Ketu originaria dell'isola di Sikaiana in Polinesia che sposò nel 1970. Ebbero sei figli, quattro maschi e due femmine.

### Il rientro in patria
Al ritorno alle Nuove Ebridi Lini trovò un clima politico molto propenso alla ricerca dell'indipendenza dalle autorità coloniali, da un lato il movimento chiamato Nagriamel guidato da Jimmy Moli Stevens che avanzava pretese di restituzione delle terre vendute e la fine del cosiddetto condominio, dall'altro gruppi di giovani isolani di lingua inglese ai quali si rivolse Lini costituendo la New Hebrides Cultural Association che di lì a poco cambiò il nome in New Hebrides National Party. Nel 1974 Lini ne divenne il presidente pur rimanendo, almeno in via teorica un pastore, la chiesa anglicana gli accordò infatti un periodo di congedo per permettergli di dedicarsi alla politica.
Nel 1975 il partito cambiò nuovamente nome e divenne il Vanua'aku Pati, Lini ne rimase il presidente, carica che mantenne fino al 1991.
La seconda metà degli anni 1970 fu un periodo travagliato per il piccolo arcipelago, le due potenze coloniali non riuscivano a concordare una strategia comune per il futuro delle isole, mentre i britannici erano a favore della loro indipendenza i francesi non erano disposti a lasciare il potere, per contro i britannici non volevano entrare in contrasto con l'alleato europeo. I francesi tentarono di convincere la popolazione locale che il futuro migliore era ottenibile solo mantenendo uno stretto legame con la Francia, effettuarono abbondanti investimenti nell'istruzione e nei servizi sociali.
I partiti locali rispecchiavano il dualismo coloniale, da un lato la popolazione di lingua inglese e religione protestante era per lo più orientata all'indipendenza e si riconosceva nel partito del Vanua'aku Pati, dall'altro la minoranza di lingua francese e cattolica che trovava rappresentanza politica in una moltitudine di piccoli partiti più propensi a ritardare svolte politiche.

### La via verso l'indipendenza
Con Lini alla guida il Vanua'aku Pati forzò il passo dell'indipendenza, l'argomento che unì le diverse etnie delle isole (dove si parlavano circa 100 lingue diverse) fu il recupero delle terre vendute, nell'agosto del 1976 Lini fu invitato a rivolgersi al Comitato Speciale per la Decolonizzazione delle Nazioni Unite, all'epoca presieduto da Cuba, spiegò la complessità della situazione e dichiarò la volontà di ottenere l'indipendenza entro il 1977.

Il rapporto del comitato si espresse a favore dell'indipendenza e condannò il fallimento del condominio nell'accelerare la transizione verso l'autonomia.
Trascorsero altri due anni caratterizzati da un crescente clima di tensione con diversi disordini fra le due fazioni, e solo nel 1979 vennero indette le elezioni per definire un governo che transitasse il paese verso l'indipendenza, la vittoria andò (62%) al Vanua'aku Pati e Walter Lini divenne Primo ministro.
Il risultato delle elezioni fu fonte di scontento per la parte di popolazione contraria alla decolonizzazione, alcuni coloni francesi e parte della popolazione francofona, con l'approvazione tacita del governo francese, appoggiarono la ribellione del movimento di Jimmy Stevens che aveva come obiettivo la secessione dell'isola di Espiritu Santu. Nel tentativo di secessione vi fu anche la collaborazione dell'uomo d'affari statunitense Michael Oliver e della sua Phoenix Foundation, un'organizzazione libertaria che mirava alla costituzione di una repubblica indipendente che fosse un paradiso fiscale.
Anche sull'isola di Tanna vi fu una ribellione armata rapidamente sedata dall'intervento di truppe paramilitari britanniche. Il tentativo di secessione di Espiritu Santu proseguì senza che vi fosse alcun intervento da parte delle due potenze coloniali per ristabilire l'ordine. Nel giugno 1980, durante il Pacific Forum, Lini si assicurò l'appoggio dei primi ministri di Papua Nuova Guinea, Julius Chan e Australia, Malcolm Fraser, che gli garantirono aiuti per sedare le rivolte una volta ottenuta l'indipendenza. Questo permise al governo di mantenere la data stabilita per l'indipendenza, ovvero il 30 luglio 1980 rifiutando l'offerta francese di lasciare nell'arcipelago delle truppe di supporto. Entro metà agosto le rivolte furono sedate, purtroppo si riportarono alcune vittime.

### Vanuatu
Lini guidò il partito anche nelle due elezioni successive (1983 e 1987) con maggioranze progressivamente minori, nel corso del tempo negoziò degli accordi di pesca con l'Unione Sovietica, inviò truppe ad addestrarsi in Libia e allacciò relazioni diplomatiche con Cuba, questi episodi insieme alla sua dichiarazione di voler stabilire un "socialismo melanesiano" fecero sì che venne guardato con sospetto dai leader dei paesi occidentali. In realtà il suo concetto di socialismo era davvero legato ai valori e alle tradizioni dell'arcipelago dove, ad esempio, il fatto che la terra fosse di proprietà di qualcuno non era concepibile.
La sua carriera politica subì un brusco arresto nel febbraio del 1987 quando Lini subì un ricovero d'urgenza mentre si trovava in visita a Washington. Il malore, dovuto probabilmente ad un'emorragia cerebrale, lo costrinse ad un periodo di lontananza di quasi un anno, il partito, senza la sua guida principale, entrò in crisi, si formarono inizialmente tre correnti opposte che in seguito si scissero in partiti autonomi.
Nel congresso del 1990 un gruppo di notabili del partito votò l'estromissione di Lini che, in seguito a ciò, fu costretto a dimettersi dalla carica di Primo Ministro che venne assunta da Donald Kalpokas, cofondatore della New Hebrides Cultural Association nel 1971.
In seguito ad una sentenza che proibì alla fazione di Lini l'uso del nome Vanua'aku Pati Lini e i suoi seguaci si ritirarono dal partito per fondare il National United Party che ottenne 10 dei 46 seggi disponibili alle elezioni del 1991.
Lini si unì ai rivali di sempre, il partito francofono Union of Moderate Parties (UMP), con il quale formò un governo di coalizione guidato da Maxime Carlot Korman. L'accordo si interruppe l'anno successivo, diversi membri del NUP rimasero tuttavia fedeli al governo permettendo alla coalizione di rimanere al potere fino al 1995. A quest'epoca la fama di Lini era ormai compromessa dagli stretti legami con l'uomo d'affari Dinh Van Than, un vietnamita naturalizzato che rivendicava il comando del NUP in virtù dei generosi finanziamenti erogati. Il NUP entrò ancora in alcuni governi di coalizione di breve durata che si successero negli anni successivi, dalle elezioni del 1998 fu al governo con il VP ma la coalizione si sciolse alla fine dell'anno quando la Union of Moderate Parties rimpiazzò il National United Party.
Lini morì a Port Vila il 21 febbraio 1999 in seguito ad un peggioramento delle sue condizioni di salute rimaste cagionevoli fin dal malore del 1987. Gli vennero accordati i funerali di stato, la sua salma fu portata dapprima all'isola di Ambae e poi all'isola di Pentecoste dove fu sepolta.
Benché il suo coinvolgimento nella situazione progressivamente più caotica della politica interna del piccolo paese ne abbia un po' offuscato la fama viene tuttora riconosciuto come "padre della nazione".

## Opere
- Walter Lini, Beyond pandemonium: From the New Hebrides to Vanuatu, 1980